# Pinewood (Carolina del Sud)
Pinewood és una població dels Estats Units a l'estat de Carolina del Sud. Segons el cens del 2000 tenia 459 habitants.

## Demografia
Segons el cens del 2000, Pinewood tenia 459 habitants, 190 habitatges i 130 famílies. La densitat de població era de 165,6 habitants/km².
Dels 190 habitatges en un 29,5% hi vivien nens de menys de 18 anys, en un 41,6% hi vivien parelles casades, en un 20,5% dones solteres, i en un 31,1% no eren unitats familiars. En el 30,5% dels habitatges hi vivien persones soles el 18,4% de les quals corresponia a persones de 65 anys o més que vivien soles. El nombre mitjà de persones vivint en cada habitatge era de 2,42 i el nombre mitjà de persones que vivien en cada família era de 2,98.
Per edats la població es repartia de la següent manera: un 26,1% tenia menys de 18 anys, un 7% entre 18 i 24, un 24,4% entre 25 i 44, un 22,4% de 45 a 60 i un 20% 65 anys o més.
L'edat mediana era de 40 anys. Per cada 100 dones de 18 o més anys hi havia 70,4 homes.
La renda mediana per habitatge era de 19.583 $ i la renda mediana per família de 29.688 $. Els homes tenien una renda mediana de 31.750 $ mentre que les dones 16.902 $. La renda per capita de la població era de 10.853 $. Entorn del 15,8% de les famílies i el 19,7% de la població estaven per davall del llindar de pobresa.

## Poblacions més properes
El següent diagrama mostra les poblacions més properes.